# Cawkwell
Cawkwell är en by i civil parish Scamblesby, i distriktet East Lindsey, i grevskapet Lincolnshire, i England. Byn är belägen 8 km från Louth. Cawkwell var en civil parish fram till 1987 när blev den en del av Scamblesby. Civil parish hade 35 invånare år 1961. Byn nämndes i Domedagsboken (Domesday Book) år 1086, och kallades då Calchewelle.